# Canva
Cet article possède un paronyme, voir Canevas.
 (février 2024).
Motif : Qu'est-ce qui est le plus connu : l'entreprise ou son principal produit ?
Canva Pty Ltd est une société australienne d'informatique, qui conçoit et diffuse, depuis 2010, le logiciel de conception graphique en ligne Canva et ses dérivés payants (Canva Pro, Canva for Enterprise) ou non (Canva for Education, Canva for Nonprofits). 

## Historique
La société est créée à Sydney en Australie par Melanie Perkins et Clifford Obrecht qui se sont connus à l'université. Melanie Perkins en parallèle de ses études, donne des cours sur l'utilisation de logiciels de graphisme (Photoshop, Illustrator...). Devant la complexité de ceux-ci et l'obligation d'installer le logiciel sur son ordinateur, elle a l'idée de développer un logiciel en ligne et facile d'utilisation. En 2008, nait Fusion Books, une application qui permet de créer facilement les albums de promo publiés chaque année par les universités. Le produit connait un succès rapide en Australie, en Nouvelle-Zélande et dans les grandes écoles en France.
En 2012, Cameron Adams, un ancien employé de Google qui a travaillé sur le développement de Google Wave, s'associe aux deux fondateurs.
En 2013, la société lève 3 millions de dollars auprès de capital-risqueurs de la Silicon Valley. Le nom Fusion Books est abandonné — le nom Books (livres) est jugé trop réducteur à la suite des développements et nouvelles possibilités offertes par l'application — en faveur de Canvas Chef, puis simplement Canva.
En 2014, l'application Canva compte 600 000 utilisateurs et plus de 3,5 millions de créations sont en ligne.
En mai 2019, l'entreprise acquiert Pixabay, une banque de données d'images et illustrations en licence libre, et Pexels.
En 2020, les revenus de Canva Pty Ltd s'élèvent à 316 millions d'euros, en hausse de 130% par rapport à 2019. L'entreprise est valorisée à 6 milliards de dollars,.
En 2020, Canva Pty Ltd fait état d'une politique paritaire enviable : 41 % de femmes dans l'entreprise, taux beaucoup plus élevé que dans le reste de l'industrie (28 %).
En 2021, l'entreprise emploie 1 600 personnes, principalement à Sydney où se trouve son siège dans le quartier de Surry Hills, mais aussi à San Francisco, Austin, Manille et Pékin. Elle revendique plus de 55 millions d'utilisateurs.
En 2021, Canva Pty Ltd fait l'acquisition de Zeetings, société australienne créatrice d'un outil de présentation interactive, concurrent de PowerPoint de Microsoft. En février 2021, Canva acquiert la jeune pousse autrichienne Kaleido.ai et la société tchèque Smartmockups.

## Problèmes de sécurité des données
En mai 2019, l'entreprise est confrontée à un vol de données massif : 139 millions de compte d'utilisateurs sont piratés, et les noms réels, les noms d'utilisateur, les adresses géographiques, ainsi que certains mots de passe sont disséminés publiquement. L'entreprise envoie un courriel, en tentant d'enterrer les détails sous un discours marketing auto-congratulant, ce qui lui vaut une pluie de critiques,.

En janvier 2020, 4 millions de mots de passe d'utilisateurs sont divulgués et partagés en ligne. Canva réinitialise les mots de passe des utilisateurs qui n'ont pas changé leur mot de passe depuis le premier vol.

## Fonctionnalités du logiciel Canva
Produit phare de Canva Pty Ltd, le logiciel Canva permet de créer des illustrations et des affiches sur une seule page, ainsi que des présentations (type Powerpoint), des CV, des documents de plusieurs pages, ou depuis 2021 des films vidéo.
Le logiciel permet aussi de faire des retouches pour les vidéos et les photos.
Le résultat peut être téléchargé ou diffusé directement par voie électronique. Les utilisateurs peuvent également acheter des produits physiques, via l'impression ou l'expédition.
Un catalogue de modèles est disponible, largement modifiable. Les illustrations peuvent être téléversées par le biais d'une interface en glisser-déposer.
La plate-forme est gratuite dans sa version de base et payante dans sa version évoluée, qui comprend d'autres outils comme l'IA ou le travail d'équipe.